# Звягінцев Борис Григорович
Борис Григорович Звягінцев (нар. 1 червня 1956, село Петрівка, тепер Білгород-Дністровського району Одеської області — 5 серпня 2007, місто Одеса) — український діяч, виконувач обов'язків голови Одеської обласної державної адміністрації (2006 р.).

## Життєпис
У серпні 1973 — червні 1977 року — студент Одеського інституту народного господарства. Навчався за спеціальністю бухгалтерський облік, здобув кваліфікацію економіста.
У липні — вересні 1977 року — заступник головного бухгалтера, у вересні 1977 — березні 1978 року — головний бухгалтер, у квітні 1978 — квітні 1979 року — заступник голови колгоспу імені Суворова з фінансово-економічних питань (село Петрівка Білгород-Дністровського району Одеської області). Член КПРС.
У травні 1979 — березні 1981 року — 2-й секретар Білгород-Дністровського районного комітету ЛКСМУ Одеської області.
У березні 1981 — грудні 1984 року — заступник завідувача відділу, у грудні 1984 — січні 1986 року — завідувач відділу робітничої і селянської молоді Одеського обласного комітету ЛКСМУ.
У січні 1986 — вересні 1987 року — інструктор відділу організаційно-партійної роботи Одеського обласного комітету КПУ.
У вересні 1987 — липні 1989 року — слухач Київської Вищої партійної школи при ЦК КПУ за спеціальністю партійне і радянське будівництво.
У липні 1989 — липні 1990 року — відповідальний організатор, у липні — грудні 1990 року — організатор відділу організаційно-партійної та кадрової роботи Одеського обласного комітету КПУ. У грудні 1990 — березні 1991 року — консультант, у березні — вересні 1991 року — заступник завідувача відділу зв'язків з радами, політичними і громадськими організаціями Одеського обласного комітету КПУ.
У грудні 1991 — вересні 1994 року — директор товариства з обмеженою відповідальністю «ІБВ» у місті Одесі.
У вересні 1994 — березні 2005 року — директор Південної фінансово-промислової компанії «Аніта-Z Лтд.» у місті Одесі.
У квітні — листопаді 2005 року — заступник керівника апарату — начальник організаційного відділу Одеської обласної державної адміністрації.
30 листопада 2005 — 5 серпня 2007 року — 1-й заступник голови Одеської обласної державної адміністрації.
4 травня — 3 серпня 2006 року — виконувач обов'язків голови Одеської обласної державної адміністрації.

## Звання
- Державний службовець IV рангу (.01.2006)[1]